# Propham
Propham ist ein Pflanzenschutzwirkstoff und gehört zur Klasse der Carbamate.

## Geschichte
Propham wurde von Imperial Chemical Industries (ICI, jetzt Zeneca) entwickelt.

## Wirkung
Propham ist ein selektives Herbizid. Es hemmt die Photosynthese und die Zellteilung der Pflanze, weshalb die Unkräuter absterben.

## Verwendung
Es wird hauptsächlich gegen Unkräuter und Ungräser im Rüben-, Kohl-, Spinat-, Salat- und Bohnenanbau eingesetzt. Außerdem kann es als Pflanzenwachstumsregulator benutzt werden.

## Umweltaspekte
Propham ist giftig für Wasserorganismen. Durch hydrolytische Spaltung der Esterbindung und anschließendem Zerfall der entstehenden Phenylcarbaminsäure in Anilin und Kohlenstoffdioxid, kann der Wirkstoff abgebaut werden.

## Nachweis
In Pflanzen und Böden kann eine Rückstandsbestimmung mittels HPTLC-Methode durchgeführt werden.

## Zulassungsstatus
In den Staaten der EU und in der Schweiz sind Pflanzenschutzmittel mit dem Wirkstoff Propham nicht mehr zugelassen.